# Reserva Natural de Bukit Timah

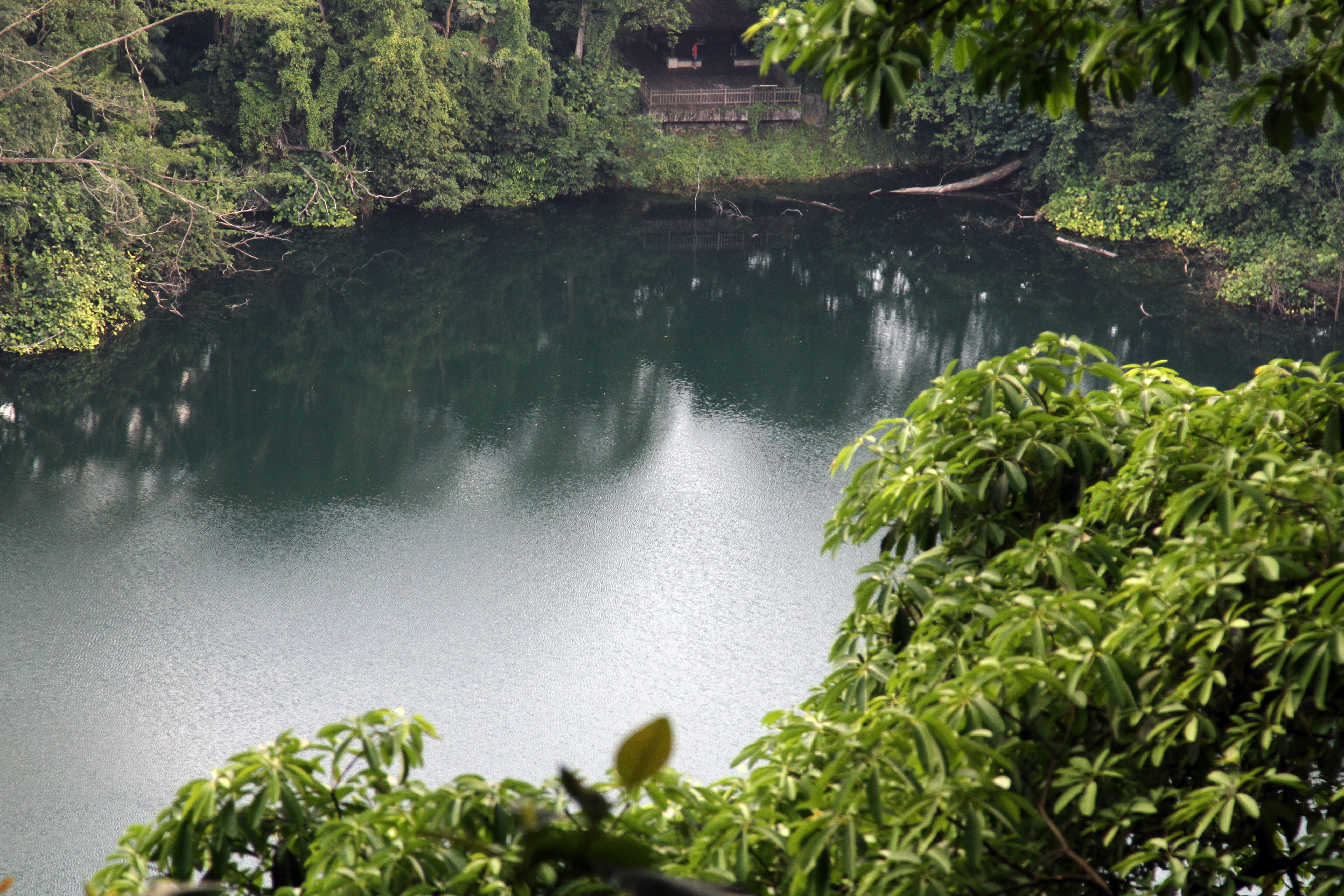
Pedreira vista a partir da Reserva Natural de Bukit Timah

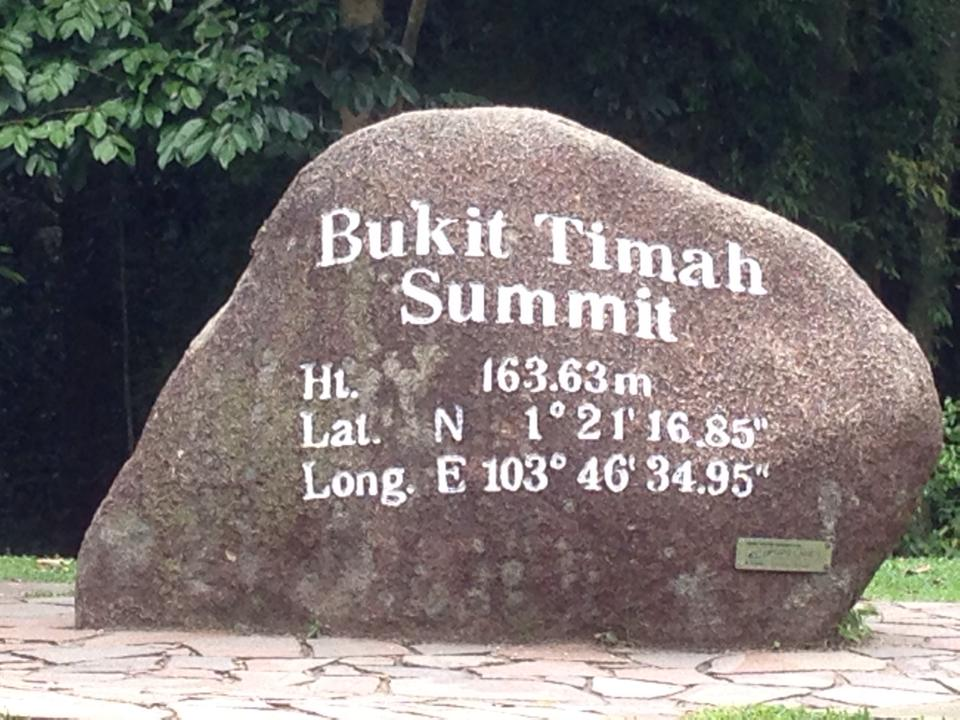
Marca das localizações da reserva

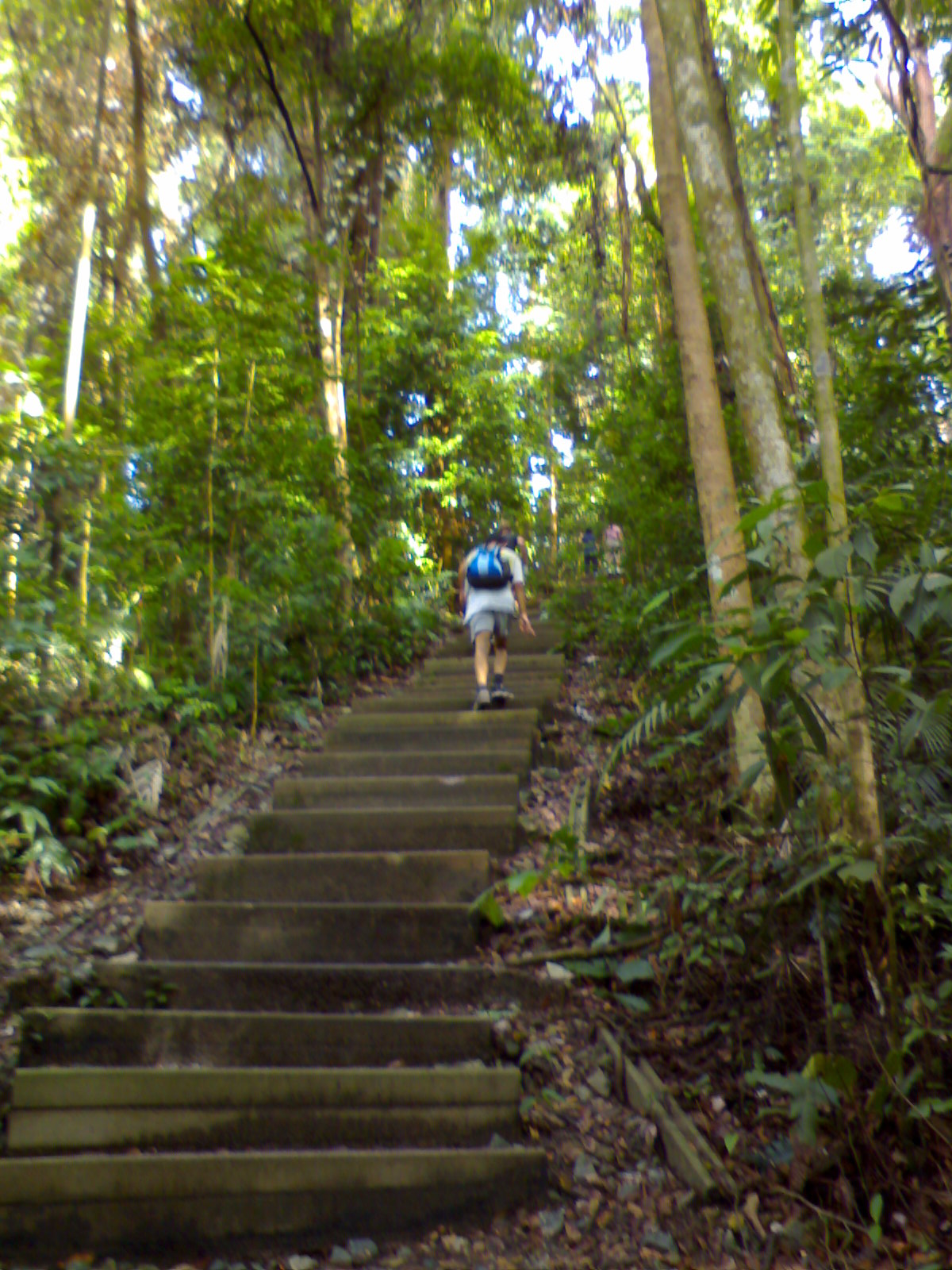
Escadaria que leva ao topo mais alto da Reserva Natural de Bukit Timah

A Reserva Natural de Bukit Timah é uma pequena reserva natural de 1,64 km² perto do centro geográfico da cidade-Estado de Singapura, localizada nas encostas do monte Bukit Timah — o mais alto de Singapura, que está a uma altura de 163,63 metros — e em partes da área circundante. A reserva natural fica a cerca de 12 km de distância da Área Central de Singapura, principal zona comercial e administrativa da cidade-Estado.
Apesar de seu tamanho pequeno, é considerada uma das peças naturais mais produtivas. Juntamente à vizinha Reserva Natural Central de Captação, abriga mais de 840 espécies de plantas com flores e mais de 500 espécies de animais. Hoje, é uma das maiores manchas de floresta primárias mantidas em Singapura. A reserva florestal foi formalmente declarada como um Parque Património da ASEAN em 18 de outubro de 2011.

## História
Em 1882, Nathaniel Cantley, então superintendente do Jardim Botânico de Singapura, recebeu encomenda do Governo dos Estabelecimentos dos Estreitos para preparar um relatório sobre as florestas dos assentamentos. Por recomendação de Cantley, várias reservas florestais foram criadas na ilha de Singapura ao longo dos próximos anos. Bukit Timah foi uma das primeiras reservas florestais estabelecidas, com seu estabelecimento ocorrendo em 1883.
Todas as reservas tinham sua madeira explorada, com exceção da Reserva de Bukit Timah. Em 1937, as reservas florestais foram exploradas à exaustão, sob pressões econômicas para o desenvolvimento. No entanto, três áreas, incluindo a Reserva Natural de Bukit Timah, foram retidas para a protecção da flora e fauna, sob a gestão do Jardim Botânico de Singapura.
Em 1951, mais proteção às reservas foi fornecida pela promulgação de uma Portaria e pelo estabelecimento de um Conselho de Reservas Naturais para a administração das reservas, agora designadas como reservas naturais, que totalizam cerca de 28 quilômetros quadrados de área.
Hoje, as reservas naturais são dedicadas à propagação, proteção e preservação da flora e fauna endêmica da Singapura, sob o National Parks Act, e são geridas pela Parques National Board.